# Acantilados y Fondos Marinos de La Punta de La Mona
Acantilados y Fondos Marinos de La Punta de La Mona este o arie protejată (arie specială de conservare — SAC, sit de importanță comunitară — SCI) din Spania întinsă pe o suprafață de 124,92 ha, integral pe uscat.

## Localizare
Centrul sitului Acantilados y Fondos Marinos de La Punta de La Mona este situat la coordonatele 36°43′20″N 3°43′27″W / 36.7222°N 3.7243°V.

## Înființare
Situl Acantilados y Fondos Marinos de La Punta de La Mona a fost declarat sit de importanță comunitară în decembrie 2003 pentru a proteja 20 de specii de animale. Situl a fost protejat și ca arie specială de conservare în august 2015.

## Biodiversitate
Situată în ecoregiunile marină mediteraneană și mediteraneană, aria protejată conține 5 habitate naturale: Faleze cu vegetație de Limonium spp. endemic de pe coastele mediteraneene, Recifuri, Bancuri de nisip acoperite în permanență slab de apă marină, Tufărișuri termo-mediteraneene și de pre-deșert, Pseudostepă cu ierburi și specii anuale de Thero-Brachypodietea.
La baza desemnării sitului se află mai multe specii protejate:
- păsări (18): Apus caffer, fugaci de țărm (Calidris alpina), Calonectris diomedea,  prundaș gulerat mic (Charadrius dubius), șerpar (Circaetus gallicus), egretă mică (Egretta garzetta), Falco eleonorae, șoim călător (Falco peregrinus), Galerida theklae, Hydrobates pelagicus, Larus audouinii, Larus genei, pescăruș-cu-cap-negru (Larus melanocephalus), Oenanthe leucura, Phalacrocorax aristotelis aristotelis, Puffinus mauretanicus, silvie de tufiș (Sylvia undata), chiră de mare (Thalasseus sandvicensis)
- mamifere (1): delfin mare (Tursiops truncatus)
- reptile (1): Caretta caretta

Pe lângă speciile protejate, pe teritoriul sitului au mai fost identificate 4 specii de plante, 43 de specii de nevertebrate.